# Sono un fenomeno paranormale
Sono un fenomeno paranormale é um filme italiano de 1985, dirigido por Sergio Corbucci.

## Sinopse
A eterna luta entre a fé e a ciência, é o que Roberto Razzi, ateu e céptico, aborda no seu programa «Futuro», onde expõe os truques e enganos que são comuns a muitos dos chamados "milagres". Mas quando Razzi decide viajar até à Índia, o feitiço vai virar-se contra o feiticeiro.

## Elenco
- Alberto Sordi: Roberto Razzi
- Eleonora Brigliadori: Olga
- Maurizio Micheli: il prete
- Claudio Gora: Prof. Palmondi
- Gianni Bonagura: De Angelis
- Pippo Baudo: se stesso
- Elsa Martinelli: Carla Razzi
- Donald Hodson: Babishàn
- Rocco Barocco: Maraja
- Ines Pellegrini: Concubina del Maraja
- Antonio Spinnato: Passeggero in partenza

## Ligações Externas
Sono un fenomeno paranormale. no IMDb. 